# Болсуновський Карл Васильович
Карл Васильович Болсуновський (нар. 1838, Сквира, Київська губернія, Російська імперія — 1924) — історик-нумізмат, археолог, музейний діяч.

## Життєпис
Народився в м. Сквира. Початкову освіту здобув дома, у Сквирі, потім у Немирівській гімназії. Навчався у Київському університеті, на історико-філологічному факультеті. Історичні дослідження розпочав під впливом В. Антоновича. Певний час (на поч. 20 ст.) працював хранителем Мінц-кабінету Київського художньо-промислового і наукового музею; один із організаторів нумізматичного кабінету (згодом — музею) Вищих жіночих курсів у Києві.
Член багатьох наукових, краєзнавчих і мистецьких товариств України, Росії, Польщі, а також архівних комісій у Катеринославі (нині Дніпро) і Чернігові. Брав участь у проведенні кількох археологічних з'їздів і розкопок (зокрема, в Києві під керівництвом В. Хвойки). Зібрав власну колекцію пам'яток нумізматики, археології, історії, народного мистецтва. 1917 року, після переїзду до м. Сквира, на базі колекції заснував музей, офіційним директором якого був з 1919.
Автор наукових праць і публікацій з проблем нумізматики, сфрагістики, геральдики, символіки трипільської орнаментики (див. Трипільська культура), історії раннього християнства і його запровадження на землях слов'ян (див. Християнізація слов'ян). Вивчаючи геральдичні знаки давньоруських князів, висловив оригінальні гіпотези щодо походження тризуба — «знака Рюриковичів». Один із перших дослідників такої групи сфрагістичних пам'яток, як пломби. 1892–94 видав їх перший каталог. Працював над біографічним нарисом, присвяченим Т. Шевченку, з яким був особисто знайомий (зберігся в рукопису).

### Ресурси Інтернету
- Болсуновский К. В. Памятники славянской мифологии. Перунов дуб / К. В. Болсуновский. — К. : Типо-литогр. ”С. В. Кульженко”, 1914. — 17 с. [Архівовано 19 вересня 2020 у Wayback Machine.]
- Піскова Е. М. Болсуновський Карл Васильович [Архівовано 7 березня 2016 у Wayback Machine.] // Енциклопедія історії України : у 10 т. / редкол.: В. А. Смолій (голова) та ін. ; Інститут історії України НАН України. — К. : Наукова думка, 2003. — Т. 1 : А — В. — 688 с. : іл. — ISBN 966-00-0734-5.
- Сквирська чоловіча гімназія. Сквирський ліцей. Архів оригіналу за 26 вересня 2018. Процитовано 25.09.2018.